# Дзержинское (Луганская область)
Дзержинское / Примерное (укр. Зразкове) (вариант: Зразковое) — посёлок на Украине, подчинен Луганскому горсовету Луганской области. Под контролем России.

## География
Примыкает к западным окраинам г. Луганска, расположен к юго-востоку от г. Александровска, к югу от посёлка Тепличное, к востоку от пгт Юбилейное.

## История
12 мая 2016 года Верховная Рада Украины переименовала посёлок в Примерное в рамках кампании по декоммунизации на Украине. Переименование не было признано властями самопровозглашенной ЛНР.

## Население
Население — 1820 человек.

## Административное подчинение
Орган местного самоуправления — Александровский городской совет (в г.Александровске).

## Социальная инфраструктура
Рядом с посёлком находятся:
- МРЭО УГАИ в Луганской области,
- УГАИ УМВД Украины в Луганской области,
- Институт защиты почвы от эрозии,
- Луганский национальный аграрный университет